# Jeroen van Eck
Jeroen van Eck (14 de mayo de 1993) es un deportista neerlandés que compite en ciclismo de montaña en la disciplina de campo a través.
Ganó dos medallas en el Campeonato Mundial de Ciclismo por Eliminación, en los años 2021 y 2024, y cuatro medallas en el Campeonato Europeo de Ciclismo de Montaña entre los años 2015 y 2021.

## Medallero internacional
| Campeonato Mundial | Campeonato Mundial      | Campeonato Mundial | Campeonato Mundial |
| Año                | Lugar                   | Medalla            | Competición        |
| ------------------ | ----------------------- | ------------------ | ------------------ |
| 2021               | Graz (Austria)          | Medalla de plata   | Eliminación        |
| 2024               | Aalen (Alemania)        | Medalla de oro     | Eliminación        |
| Campeonato Europeo |                         |                    |                    |
| Año                | Lugar                   | Medalla            | Competición        |
| 2015               | Chies d'Alpago (Italia) | Medalla de oro     | Eliminación        |
| 2017               | Darfo Boario (Italia)   | Medalla de bronce  | Eliminación        |
| 2020               | Monteceneri (Suiza)     | Medalla de plata   | Eliminación        |
| 2021               | Novi Sad (Serbia)       | Medalla de oro     | Eliminación        |